# Наказний отаман
Наказни́й отаман — посада в Запорозькій Січі. Призначався на час відсутності кошового отамана. Як правило, функції наказного виконував військовий суддя.
Згодом відповідно ця посада існувала й в Чорноморському та Кубанському козацьких військах. У XIX столітті, коли військовим отаманом козацтва вважався спадкоємець престолу, козацькі війська постійно управлялися наказними отаманами.
За часів Гетьманату наказним було призначено І. Полтавця-Остряницю. В Армії УНР це тимчасова командна посада у 1919-20 роках. Призначав наказного отамана Головний Отаман. Наказний керував воєнними діями Армії Української Народної Республіки на фронті. Наказними отаманами призначались генерали О. Осецький та О. Греков.